# Plagithmysus obscurus
Plagithmysus obscurus là một loài bọ cánh cứng trong họ Cerambycidae.